# نهائي بطولة الأندية العربية لأبطال الدوري 1997
نهائي بطولة الأندية العربية لأبطال الدوري 1997 هي المباراة النهائية للنسخة الثالثة عشر من بطولة كأس العرب للأندية الأبطال وفاز بها النادي الإفريقي التونسي على النادي الأهلي المصري .

## الفرق
| الفريق   | الاتحاد المحلي              | الاتحاد القاري              | المنطقة      | وصول سابق (الخط الغليظ يشير إلى بطل تلك النسخة) |
| -------- | --------------------------- | --------------------------- | ------------ | ----------------------------------------------- |
| الأهلي   | الاتحاد المصري لكرة القدم   | الاتحاد الأفريقي لكرة القدم | شمال أفريقيا | 1 (1996)                                        |
| الإفريقي | الجامعة التونسية لكرة القدم | الاتحاد الأفريقي لكرة القدم | شمال أفريقيا | 1 (1988)                                        |

## المباراة
| الإفريقي                | 2–1 (ب.و.إ.) | الأهلي   |
| ----------------------- | ------------ | -------- |
| الرويسي 4' · ليمام 114' | (تقرير)      | ماهر 22' |